# Atac aeri

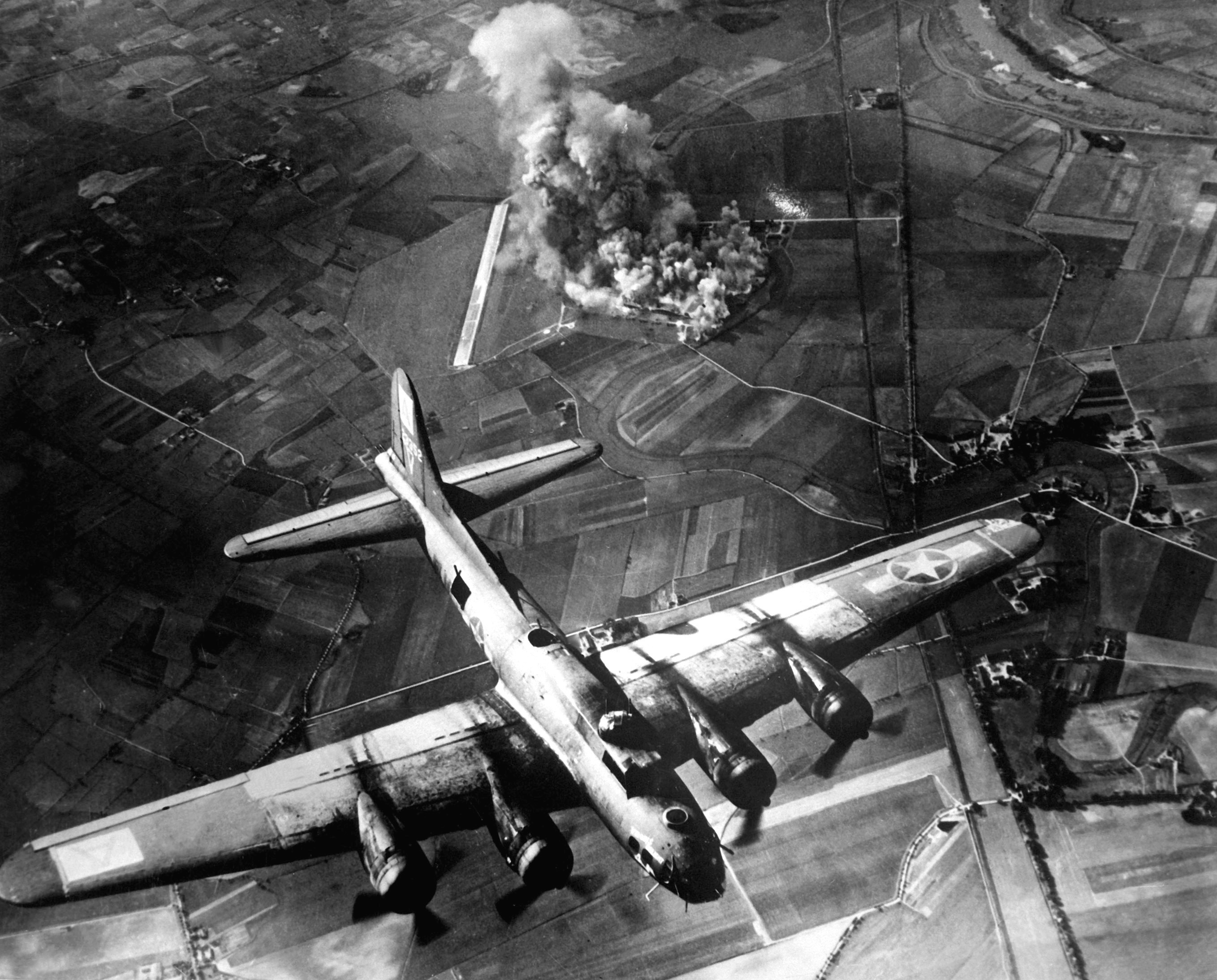
Avió de bombardeig B-17 a Europa durant la Segona Guerra Mundial.

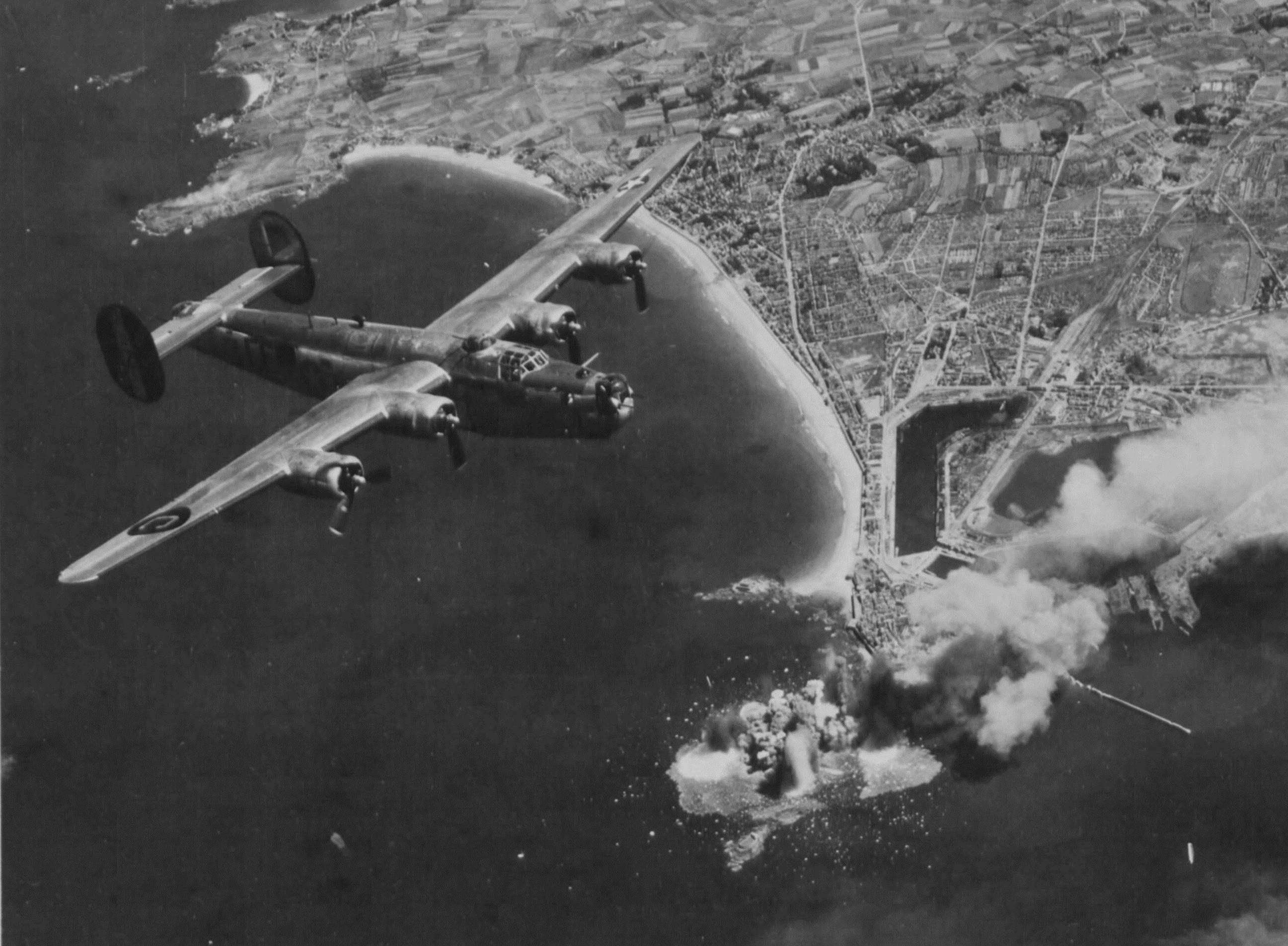
Un B-24 Liberator de les Forces Aèries de l'Exèrcit dels Estats Units després d'un atac aeri a Saint-Maloù el 1944.

Un atac aeri és una operació ofensiva executada per aeronaus. Normalment, els duen a terme naus aèries com ara dirigibles, globus aerostàtics, avions de caça, caces bombarders, avions de bombardeig, helicòpters d'atac i vehicles aeris no tripulats.
La definició oficial del terme inclou tots els objectius, fins i tot els blancs aeris enemics, però en l'ús popular es refereix a un atac tàctic a petita escala dirigit a un objectiu terrestre o naval, per oposició a un atac de més intensitat i més abast, com podria ser un bombardeig.
Les armes usades en un atac aeri varien: poden ser canons i metralladores que s'instal·len en aeronaus com també coets i míssils aire-superfície o diversos tipus de bombes aèries, bombes planadores, míssils de creuer, míssils balístics i fins i tot armes d'energia dirigida com ara armes làser.
En el cas del suport aeri proper, els atacs aeris són comunament duts a terme sota el control i la vigilància de militars molt ben entrenats, capaços de coordinar-se amb les tropes terrestres i altament de les tàctiques d'artilleria existents.